# Erik McCoy
Erik McCoy (* 27. August 1997 in San Antonio, Texas) ist ein US-amerikanischer American-Football-Spieler in der National Football League (NFL). Er spielt für die New Orleans Saints als Center.

## College
McCoy besuchte die Texas A&M University und spielte für deren Team, die Aggies, zwischen 2016 und 2018 College Football, wobei er in jeder Partie als Starter zum Einsatz kam und im dritten Jahr einer der Mannschaftskapitäne war.

## NFL
Beim NFL Draft 2019 wurde er von den New Orleans Saints in der zweiten Runde als insgesamt 48. Spieler ausgewählt. Um ihn auswählen zu können, war es notwendig, den früheren Zweitrunden- sowie einen Viertrundenpick der Miami Dolphins gegen die eigenen Zweitrundenpicks 2019 und 2020 sowie den Pick der 6. Runde 2019 zu tauschen. McCoy erhielt einen Vierjahresvertrag in der Höhe von 6,08 Millionen US-Dollar, 2,4 davon Handgeld (signing bonus). Durch seine guten Leistungen in der Vorbereitung konnte er sich gegen Nick Easton durchsetzen und die nach dem Rücktritt von Max Unger freigewordene Position des Starting Centers erobern. Er avancierte sofort zum Schlüsselspieler und war bereits in seiner Rookie-Saison bei 99 % aller Offensiv-Spielzüge auf dem Feld.